# Frullania orientalis
Frullania orientalis là một loài Rêu trong họ Jubulaceae. Loài này được Sande Lac. mô tả khoa học đầu tiên năm 1855.